# Kurt Holter
Kurt Holter (* 3. Oktober 1911 in Wels; † 28. Dezember 2000 ebenda) war ein österreichischer Historiker und Kunsthistoriker.

## Leben
Kurt Holter entstammte einer alteingesessenen Welser Kaufmannsfamilie und besuchte von 1917 bis 1930 die Volksschule und das Bundesgymnasium in Wels. Anschließend studierte er an der Universität Wien Orientalistik, Kunstgeschichte und Geschichte u. a. bei Josef Strzygowski, Julius von Schlosser, Hans Hirsch und Otto Brunner. 1934/35 war er illegales Mitglied der NSDAP. 1935 wurde er promoviert, 1936 legte er die Staatsprüfung am Institut für Österreichische Geschichtsforschung ab. Ab Juli 1936 arbeitete er als Volontär in der Handschriftensammlung der Wiener Nationalbibliothek und legte Ende 1937 die Bibliotheksprüfung ab. Ab 1939 war er an der Beschlagnahmung von Büchern beteiligt. Im Jahr 1940 wurde er zur Wehrmacht einberufen und kehrte 1945 aus der Kriegsgefangenschaft zurück und arbeitete zunächst für das Stift Kremsmünster. 1948 trat er in die familiäre Welser Sanitärgroßhandelsfirma Holter als selbständiger Kaufmann ein. Daneben blieb er jedoch weiter wissenschaftlich tätig. 1970 wurde er zum Honorarprofessor an der Universität Salzburg ernannt.
1953 begründete er den Musealverein Wels wieder und war von 1959 bis 1994 dessen Obmann, von 1964 bis 1991 auch Präsident des Oberösterreichischen Musealvereines. 1970 bis 1990 war er Vorstandsmitglied des Österreichischen Arbeitskreises für Stadtgeschichteforschung.
Holter verfasste zahlreiche wissenschaftliche Veröffentlichungen, einerseits zu Themen der Buchmalerei, Handschriftenkunde und Bibliothekswesen, andererseits zur Landesgeschichte von Wels und Oberösterreich. Besonderes Anliegen waren ihm Denkmalschutz und Stadtbildpflege insbesondere in seiner Heimatstadt Wels.

## Auszeichnungen
- Konsulent der Oberösterreichischen Landesregierung
- Österreichisches Ehrenkreuz für Wissenschaft und Kunst (1970)
- Österreichisches Ehrenkreuz für Wissenschaft und Kunst I. Klasse (1978)
- Goldenes Ehrenzeichen des Landes Oberösterreich (1981)
- Landeskulturpreis für Wissenschaft (1984)
- Kulturmedaille in Gold der Stadt Wels (1976)
- Ehrenring der Stadt Wels (1981)

## Veröffentlichungen (Auswahl)
- Die Galenhandschrift und die Makamen des Hariri der Wiener Nationalbibliothek. In: Jahrbuch der Kunsthistorischen Sammlungen in Wien. N.F. 11, 1937, S. 1–48, auch separat als Jahrbuch der Kunsthistorischen Sammlungen in Wien. Sonderheft 104. Schroll, Wien 1937 (Dissertation).
- Chronik der Welser Kunstmühle und der Familie Fritsch. Wels 1949.
- Altpernstein. Geschichte der Burg und Herrschaft Pernstein im Kremstal. Oberösterreichischer Landesverlag, Linz 1951.
- Der Codex Millenarius. Oberösterreichisches Landesarchiv, Böhlau, Graz/Köln 1959.
- [Faksimile] Codex Millenarius. Vollständige Faksimile-Ausgabe im Originalformat des Codex Cremifanensis Cim. 1 des Benediktinerstiftes Kremsmünster. Kommentar von Willibrord Neumüller und Kurt Holter (Codices selecti 45). Graz 1974.
- Urkunden und Regesten zur Kulturgeschichte des Gerichtsbezirkes Wels (= Archivalische Vorarbeiten zur Österreichischen Kunsttopographie. Band 34/I). Oberösterreichischer Musealverein, Linz 1980.[2]
- Bauernhausforschung im Gerichtsbezirk Wels. Siedlungs-, herrschafts- u. baugeschichtliche Studien. In: Oberösterreichischer Musealverein (Hrsg.): Beiträge zur Landeskunde von Oberösterreich. 1, 8, Linz 1983, 183 Seiten.
- Buchkunst – Handschriften – Bibliotheken. Beiträge zur mitteleuropäischen Buchkultur vom Frühmittelalter bis zur Renaissance. Hrsg. von Georg Heilingsetzer und Winfried Stelzer. 2 Bände, Linz 1996, ISBN 3-9500627-0-X (gesammelte kleine Schriften).